# Torre Sepulcral (Lloret de Mar)
La Torre Sepulcral de Lloret de Mar, també anomenada Torre Sepulcral dels Avellaners de can Sala o Torre dels Moros, és un monument funerari ubicat al nord-est de la vila de Lloret de Mar (Selva), actualment dins d'una urbanització. El 1891 va ser estudiat per en Joaquim Botet i Sisó, que casualment es trobava a Lloret de Mar. Aquest investigador va determinar que la seva construcció era anterior al Segle III d.C.
Molt més endavant, el 1971, s'hi van fer més excavacions, en una zona d'uns 400 metres quadrats. S'hi va trobar una àrea d'incineració.
Aquesta torre té una forma semblant a la Torre dels Escipions de Tarragona i a la Torre Sepulcral de Vilablareix (Gironès).
A finals de 1967 va ser destruïda per unes obres malgrat que ja estava prevista la seva restauració i reconstruïda posteriorment gràcies a les descripcions existents i a les fotografies preses.